# Vassalboro
Vassalboro es un pueblo ubicado en el condado de Kennebec en el estado estadounidense de Maine. En el Censo de 2010 tenía una población de 4.340 habitantes y una densidad poblacional de 35,05 personas por km².

## Geografía
Vassalboro se encuentra ubicado en las coordenadas 44°25′41″N 69°38′58″O / 44.42806, -69.64944. Según la Oficina del Censo de los Estados Unidos, Vassalboro tiene una superficie total de 123.82 km², de la cual 114.65 km² corresponden a tierra firme y (7.41%) 9.17 km² es agua.

## Demografía
Según el censo de 2010, había 4.340 personas residiendo en Vassalboro. La densidad de población era de 35,05 hab./km². De los 4.340 habitantes, Vassalboro estaba compuesto por el 97.24% blancos, el 0.3% eran afroamericanos, el 0.35% eran amerindios, el 0.35% eran asiáticos, el 0.02% eran isleños del Pacífico, el 0.18% eran de otras razas y el 1.57% pertenecían a dos o más razas. Del total de la población el 0.62% eran hispanos o latinos de cualquier raza.